# Babes in Toyland (groupe)
Pour les articles homonymes, voir Babes in Toyland.
Babes in Toyland est un groupe américain de rock alternatif, originaire de Minneapolis, dans le Minnesota. Le groupe est composé de Kat Bjelland (guitare et chant), Lori Barbero (batterie), et Michelle Leon (basse), remplacée par Maureen Herman en 1992.
Le groupe doit sa spécificité et son originalité au contraste net entre l'image de poupée de la chanteuse Kat Bjelland d'une part, et la puissance crue de sa voix et l'agressivité des textes d'autre part. Leur nom inspire Toys in Babeland, une association américaine de créatrices de sex-toys, tournant dans les festivals féministes.
Après sa séparation en 2001, le groupe se reforme brièvement d'août 2014 à 2017. 

## Historique

### Débuts (1987–1993)

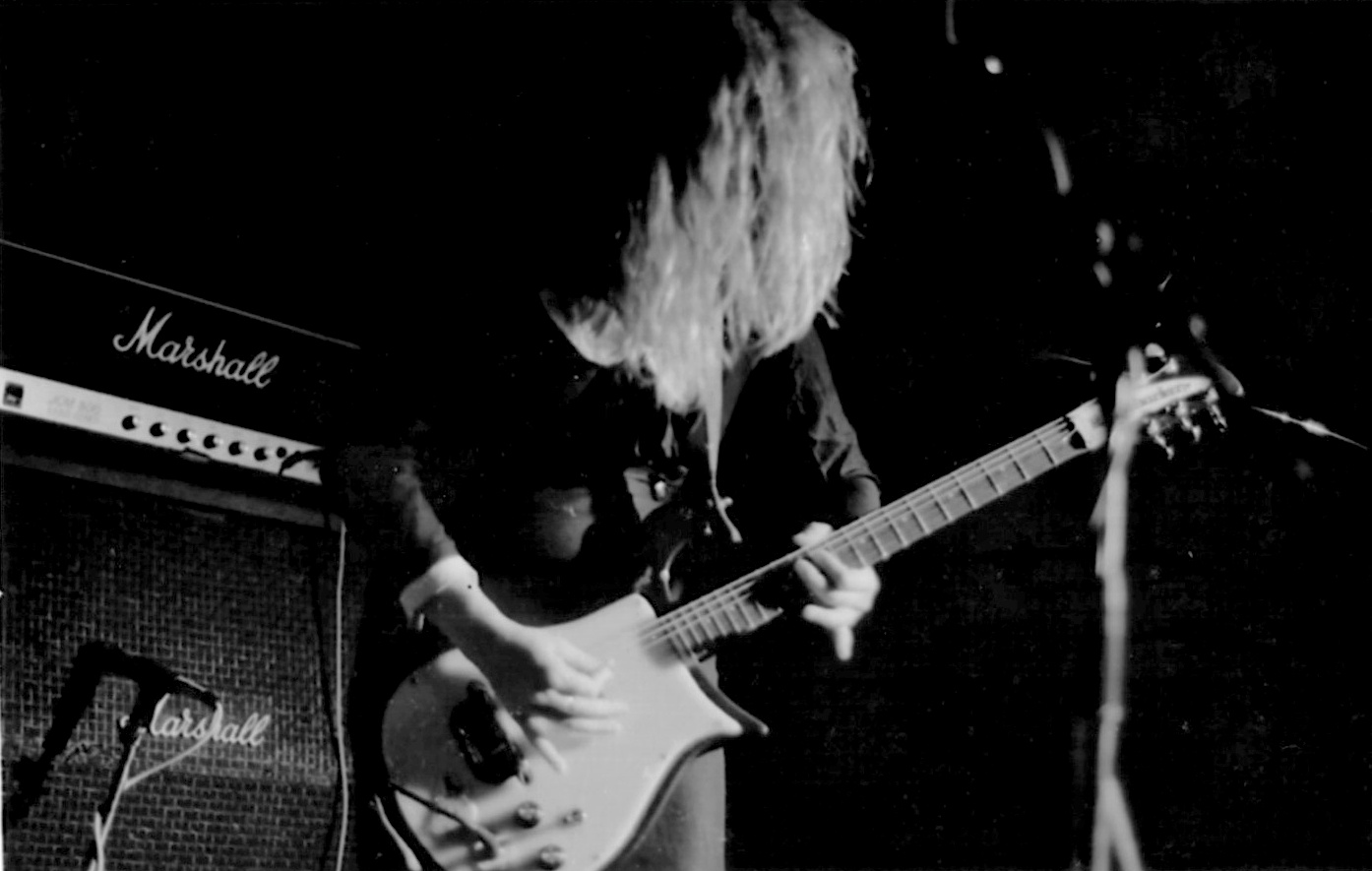
Kat Bjelland lors d'un concert de Babes in Toyland à Paris en 1991.

Le premier album du groupe intitulé Spanking Machine sort en 1989. Il a été enregistré par Jack Endino au studio Reciprocal Recording de Seattle.
En 1990, leur single publié sur le label Sub Pop attire l'attention du groupe Sonic Youth qui invite Babes in Toyland à tourner avec eux en Europe. Le groupe apparaît également en concert sur le documentaire réalisé au cours de la tournée européenne de Sonic Youth en 1991 intitulé The Year Punk Broke.
En 1992, le groupe signe sur la major Reprise Records pour sortir un deuxième album produit par Lee Ranaldo et intitulé Fontanelle. Porté par les mouvements grunge et riot grrrl de l'époque, l'album connaît un succès critique et commercial avec 220 000 exemplaires vendus aux États-Unis. Au début de 1993, le groupe se sépare plusieurs jours avant de se réunir à nouveau pour l'enregistrement du maxi Painkillers, suivi de la tournée Lollapalooza. Un des facteurs de leur succès a été leur participation, en 1993, au festival de Lollapalooza.

### Activités et séparation (1994–2001)
Leur chanson Bruise Violet, de l'album Fontanelle, est une attaque contre Courtney Love de Hole, fondatrice du groupe, et plus tard renvoyée de celui-ci.
Le groupe devient le sujet d'un ouvrage appelé Babes in Toyland: The Making and Selling of a Rock and Roll Band de Neal Karlen, en 1994, pendant leur période chez Warner et l'enregistrement de l'album Fontanelle. Bjelland décrit ce livre « comme des caricatures cartoonesques de nous », et Herman dit de Karlen qu'il « pourrait être un grand auteur de fiction. » Le groupe apparait dans le documentaire Not Bad for a Girl. Le 8 avril 1994, Babes in Toyland joue un concert au Rock Against Domestic Violence avec 7 Year Bitch, et Jack Off Jill à Miami au Cameo Theater, le même jour durant lequel Kurt Cobain, de Nirvana, a été retrouvé mort à son domicile de Seattle.
Le troisième et dernier album du groupe, Nemesisters, sort en 1995. Le groupe perd son contrat avec son label après le départ de Herman en 1996. Dana Cochrane, ancien membre du groupe Mickey Finn, joue de la basse au sein du groupe pendant les tournées en 1996 et 1997. La bassiste Michelle Leon rejoint brièvement le groupe en 1997, alors que Babes in Toyland se sépare et se reforme constamment et annonce un quatrième album. En 1998, le groupe participe à la chanson Overtura: Astroantiquity/Attacatastrophy sur la compilation Songs of the Witchblade: A Soundtrack to the Comic Book, coproduite par Bjelland. Bjelland et Barbero joue avec une nouvelle bassiste, Jessie Farmer, en 2000. Cependant, un an plus tôt, Bjelland forme un nouveau groupe Katastrophy Wife. Ce groupe produit l'album d'Angelica, The Seven Year Itch, qui sort en 2002. Babes in Toyland joue une tournée de réunion, The Last Tour, le 21 novembre 2001 — qui est filmé et publié comme album live sous le titre Minneapolism.

### Retour bref (2014-2017)
En juin 2014, Kat Bjelland et Maureen Herman annoncent la reformation de Babes in Toyland pour des concerts et de nouvelles compositions,.
En août 2015, la bassiste Maureen Herman est renvoyée du groupe, à l'origine pour des raisons encore inconnues. En décembre 2015, Herman révèle qu'elle a été renvoyée à cause d'un article qu'elle avait écrit sur le site web Boing Boing concernant l'agression sexuelle de la bassiste Jackie Fox des Runaways par l'agent artistique Kim Fowley en 1975, à laquelle Joan Jett nie avoir assisté.
Le groupe joue son dernier concert en 2017.

## Membres

### Membres actuels
- Kat Bjelland – chant, guitare (1987–2001, 2014-2017)
- Lori Barbero – batterie, chant (1987–2001, 2014-2017)
- Clara Salyer - basse (2015-2017)

### Anciens membres
- Maureen Herman - basse (1992-1996, 2014–2015)[15]
- Jessie Farmer - basse (1997–2001)
- Michelle Leon - basse (1987-1992)
- Cindy Russell - chant[16] (1987)
- Kris Holetz - basse[16] (1987)

## Discographie
- 1989 : Spanking Machine
- 1991 : To Mother EP
- 1992 : Fontanelle
- 1993 : Painkillers EP
- 1995 : Nemesisters